# 安迪·沃荷

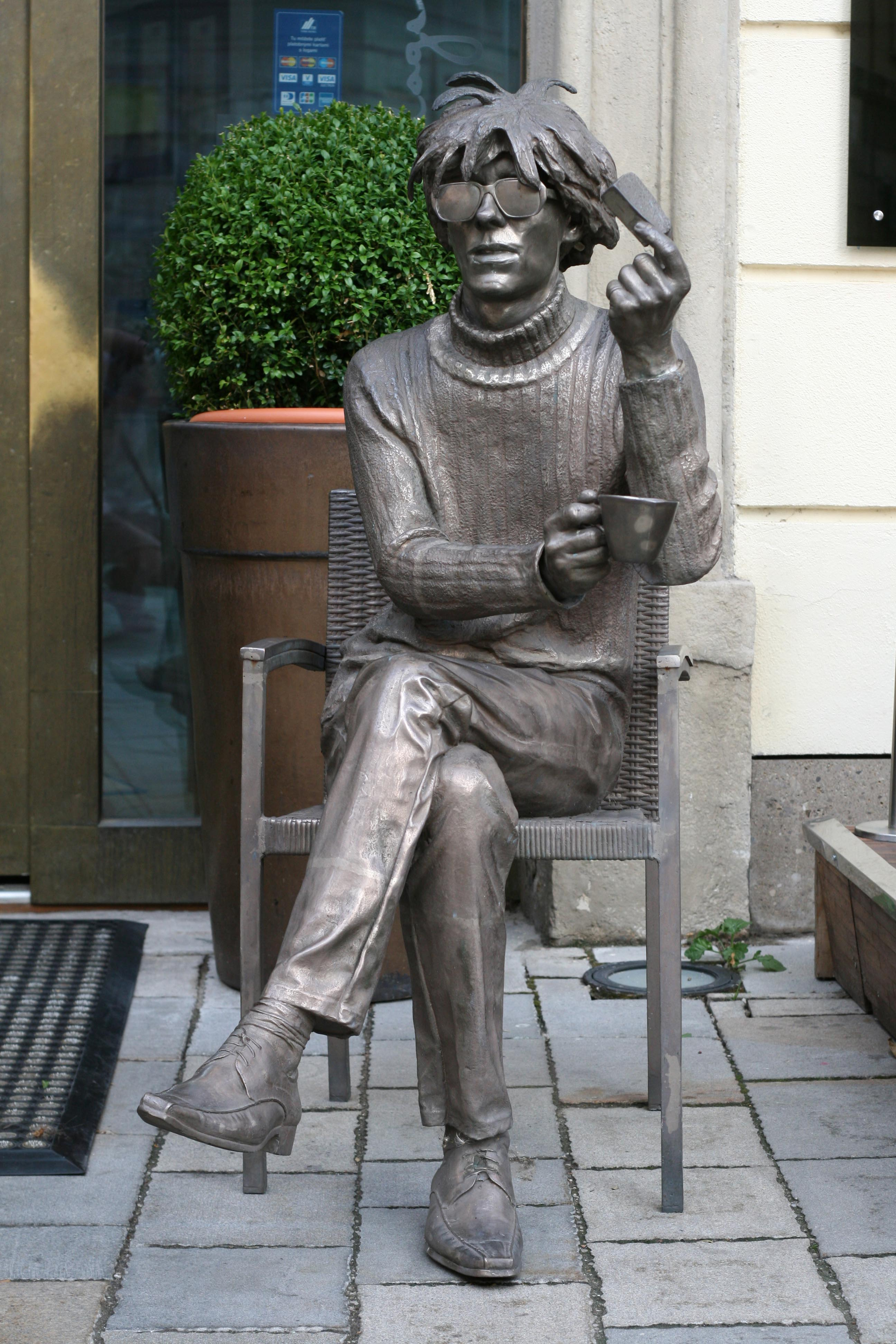
安迪·沃荷在斯洛伐克布拉迪斯拉发的雕像

安迪·沃荷（英語：Andy Warhol，1928年8月6日—1987年2月22日），美國藝術家、印刷家、电影摄影师，是视觉艺术运动波普艺术的开创者之一。流行艺术运动的代表人物之一。安迪·沃荷在美国宾夕法尼亚州的匹兹堡出生，成长于一个移民家庭，在他的家鄉匹兹堡有安迪·沃荷博物馆纪念他的作品及一生。在他成為商业插画家获得巨大成功之后，沃荷曾經從事画家、前卫电影制作人、档案家、作家等工作。他亦发明了廣為流傳的「成名十五分鐘」理論。
安迪·沃荷認為藝術與金錢掛勾，因此應該要努力把藝術商業化。他的著名作品中，有一幅不斷複製家喻戶曉的金寶湯圖案，就表现了資本主義生產方式的新一階段。他经常使用絲網版畫技法来重現圖像。他的作品中最常出現的是名人以及人们熟悉的事物，比如瑪麗蓮·夢露和埃爾维斯·普雷斯利。重复亦是其作品的一大特色。
安迪·沃荷亦曾投放精力到电影和乐队地下丝绒中。但其電影作品多被視為地下電影，《Chelsea Girl》、《Eat》、《Blue Movie》等片以創意的色情、缺乏情節和過度地冗長（《Four Stars》一片更是长达25小时）著稱。
1968年，安迪·沃荷遭瓦萊麗·索拉納斯槍擊，重傷但撿回一命。1987年2月22日，安迪·沃荷因膽囊切割手術之後藥物過敏在紐約的醫院去世，享年58歲。他的身價估計高達七億美元。

## 生平

### 童年时代

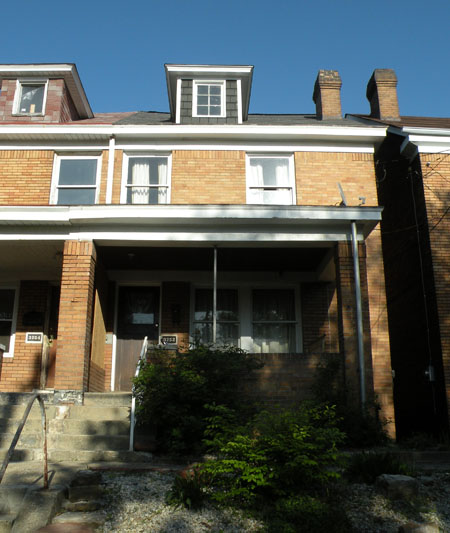
位於匹兹堡的沃荷童年的家

安迪·沃荷於1928年8月6日出生於匹兹堡的一棟两居室排屋，父母安德烈·沃霍拉与茱莉亚·沃霍拉是来自斯洛伐克北部鲁塞尼亚（Carpatho-Rusyn）的移民，育有三個兒子，安迪是他們最小的孩子。
安迪的家庭是虔诚的拜占庭礼天主教徒，他们频繁且有规律地沿袭他们东欧祖先的傳統進行禮拜。沃荷的父親是一個工人，于1934年将家庭迁移到道尔森街的砖房。沃霍尔便就读于附近的福尔摩斯学校并且在卡内基学院（现在的卡内基美术馆（The Carnegie Museum of Art））免费学习艺术。在绘画之外，好莱坞的电影也强烈吸引着他，他经常出入当地的影院。沃霍尔在九岁的时候得到了第一台相机，他喜歡拍照，并且在地下室自己冲洗照片。
沃霍尔在三年级的时候罹患西德纳姆舞蹈病，這是一种神经系统疾病，四肢会不自主地运动。之后他罹患忧郁症，并且惧怕医院和醫生。由于常常卧床不起，他便在床上画画、听收音机、收集电影明星照片贴在病床周边。沃霍尔认为这是对他人格发展、技能奠定及个人爱好形成很重要的一段时期。
安迪14岁时（1942年），父亲安德烈·沃霍拉去世，同年，安迪进入了Schenley高中。安德烈在意识到儿子在艺术上的天分后，一直攒钱來支付大学学费。沃霍尔于1945至1949年进入卡内基理工学院学习（现在的卡内基梅隆大学（Carnegie Mellon University）），获得海报设计的艺术學士学位，想要成为一个商业插画家。在这几年中，他在Home's百货商场做展陈设计工作。

### 1950年代：成功的商业插画家与波普的萌芽
沃霍尔在毕业之后，到了纽约試圖成為商業藝术家，他的第一个作品便在1949年9月号的《Glamour》杂志中萌芽。随后，沃霍尔成为了1950年代最成功的插画家之一，并且获得了大量奖项。1954年，26岁的沃霍尔首次获得美国平面设计学会杰出成就奖；1956年和1957年他连续获得艺术指导人俱乐部独特成就奖和最高成就奖。他的插画独特而异想天开，暗藏对照片与图像的摹写。沃霍尔时不时使用他母亲的可爱而古怪的手写字体，茱莉亚·沃霍拉在1952年离开了匹兹堡，与儿子共同生活了20年直至1972年。
这些插画中，他古怪的鞋广告画为他获得了最多的名声，这些画作漫不经心还有墨迹污点，还有一些他早期作品的图案。伴随着唱片业的扩张、黑胶唱片、高保真、立体声唱片的出现、RCA唱片公司雇佣了沃霍尔作为唱片封面及宣传材料的设计师。
1956年6月至8月沃荷用一场环球旅行奖励自己的工作成就，与他同行的是他的朋友Charles Lisanby。他们去了夏威夷和亚洲与欧洲国家，这是沃霍尔的第一次出国旅行，也是他人生中的一件大事。
沃霍尔经常在Serendipity 3展览他的作品，這是一間位于曼哈顿东边的时髦餐厅兼冰淇淋店。他常常在那里举行聚会，朋友们可以边狼吞虎咽“冻热巧克力”边帮助沃霍尔新出版的书籍丝网印刷。

### 1960年代：波普的兴起与实验电影
1950年代后期，沃霍尔开始将更多精力投入绘画当中。他在1961年创作了基於漫画与广告的第一幅波普艺术作品，随后的几年，沃霍尔开始了他的名人生涯。他最著名的“金寶湯罐頭”系列绘画作品轰动了整个艺术界。安迪·沃霍尔在纽约的第一次个人波普艺术展览於1962年11月6日至24日在埃莉诺沃德固定美术展览厅展出，展览作品以美国产品为标志，包括《瑪麗蓮雙聯畫》、《一百个汤罐》、《一百个可乐瓶》、《一百张美元钞票》等等。
纽约现代艺术博物馆在1962年12月举办一场关於波普艺术的研讨会，与沃霍尔一样的艺术家们被指责为对消费主义的“谄媚”。但无论评论家们如何炮轰沃霍尔们对商业主义的拥抱，整个1960年代，世界越来越清晰地见证着艺术文化领域的商业转变，而沃霍尔正是这场转变的核心。
1964年一场名为《美国市场》的展览是一个重要事件，一个典型的美国小超市环境在展览中展出，但农产品、罐头商品、肉以及墙上的海报都是六位美国波普艺术家创造的，其中包括引起争议的比利苹果，玛丽英曼以及罗伯特瓦特。沃霍尔的作品《金寶湯罐頭》卖到1500美元，而他的签名则是6美元一张。这场展览是大众直接接触波普艺术的第一个重大事件，也引发了关於什么是艺术的再一次讨论热潮。
随即他开始了一大系列的电影明星的肖像创作，包括玛丽莲·梦露、猫王、伊莉莎白·泰勒等。同一时期，沃霍尔也开始了他“死亡与灾难”系列绘画。
沃荷的第一次雕塑展览于1964年举办，包括幾百个举着超市货物箱的复制品，也包括《布里洛盒子》及《海因茨盒子》。借着这个时机，他成立新工作室，将它涂成银色并且以“工厂”命名。工作室中聚集了大量艺术家、作家、音樂家、地下名人。它很快成为了“纽约根据地”，在那里开办的聚会常常出现在全国的八卦栏目新闻中。他开始以丝网印刷的方式制造印刷品，它们很流行但同样引来了大量争议。在1963到1968年，沃霍尔和他的超级明星们创造了几百部电影，这些电影有剧本亦有即兴发挥的部分。它们内容广泛，有概念性的实验也有简单的叙事片，有短的肖像片也有色情泛滥主题片。他的著名电影作品包括《帝国大厦》、《切尔西女孩》、《荧幕实验》等等。

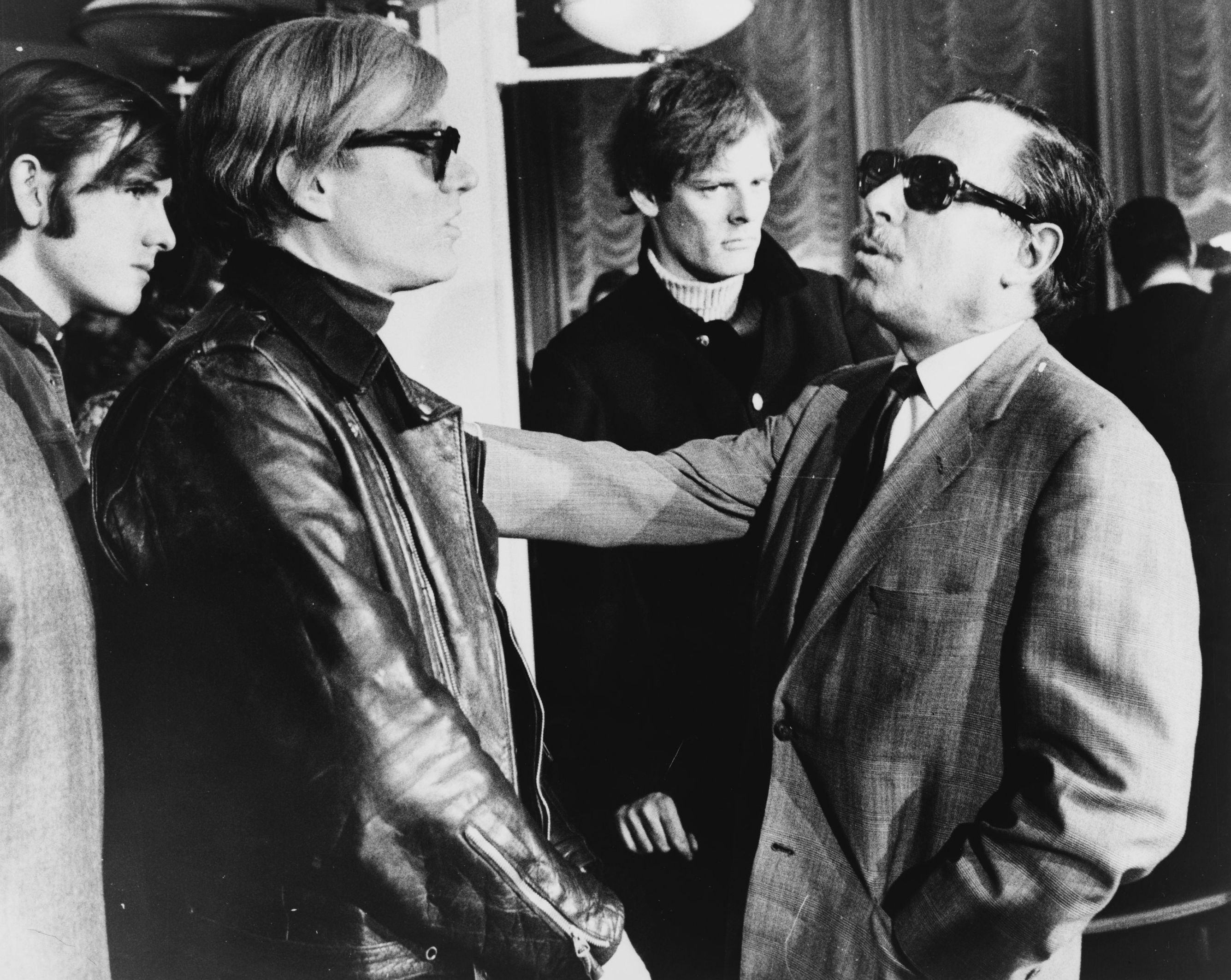
沃霍尔（左）和田纳西·威廉斯（右）交谈，摄于1967年

沃霍尔在堪萨斯的一所Max’s夜店执掌门户，而那里是当时艺术家与明星们经常出入的场所。在60年代中期，沃霍尔便已经成为了杂志与媒体的常客。沃霍尔通过一部移动传媒影片探索了表演艺术领域，叫做《不可避免的塑料爆炸》，摇滚乐队地下絲絨（The Velvet Underground）是影片的主角。1966年，沃霍尔在卡斯利特美术馆（the Leo Castelli Gallery）展览了《牛壁纸》以及《银色的云》。
虽然沃霍尔早在50年代便出版了一系列艺术作品书籍，但第一本大量制作的書籍是《安迪沃霍尔索引》，出版於1967。两年后他创立了《访问》，這是一本关於电影、时尚、流行文化的杂志。他随后的出版物包括《安迪沃霍尔的哲学》（1975）以及《暴露》（1979）《波普艺术》（1980），和《美国》（1985）。书籍中大部分内容都来自他的访谈记录。
沃霍尔在1968年6月3日遭到了瓦莱丽·苏连娜枪击。瓦莱娜曾经是“工厂”的场景中一个边缘人物，也是一位激进的女权主义者，出演1968年沃霍尔的电影《我，一个男人》。她在当天早些时候向沃霍尔索要自己的剧本《去你妈的》（Up Your Ass），而沃霍尔聲稱他已经把它丢弃了。瓦莱娜随后被逮捕并解释自己的行为是由於沃霍尔“过分控制了我的生活”。沃霍尔在袭击中受到重伤，进行了开胸手术、心脏刺激术才侥幸存活。这次枪击事件极大影响了沃霍尔的人生及艺术创作。在这之后，“工厂”摄影棚收到了更密切的监控，属於它的六十年代也逐渐走向终结。

### 1970年代：社交

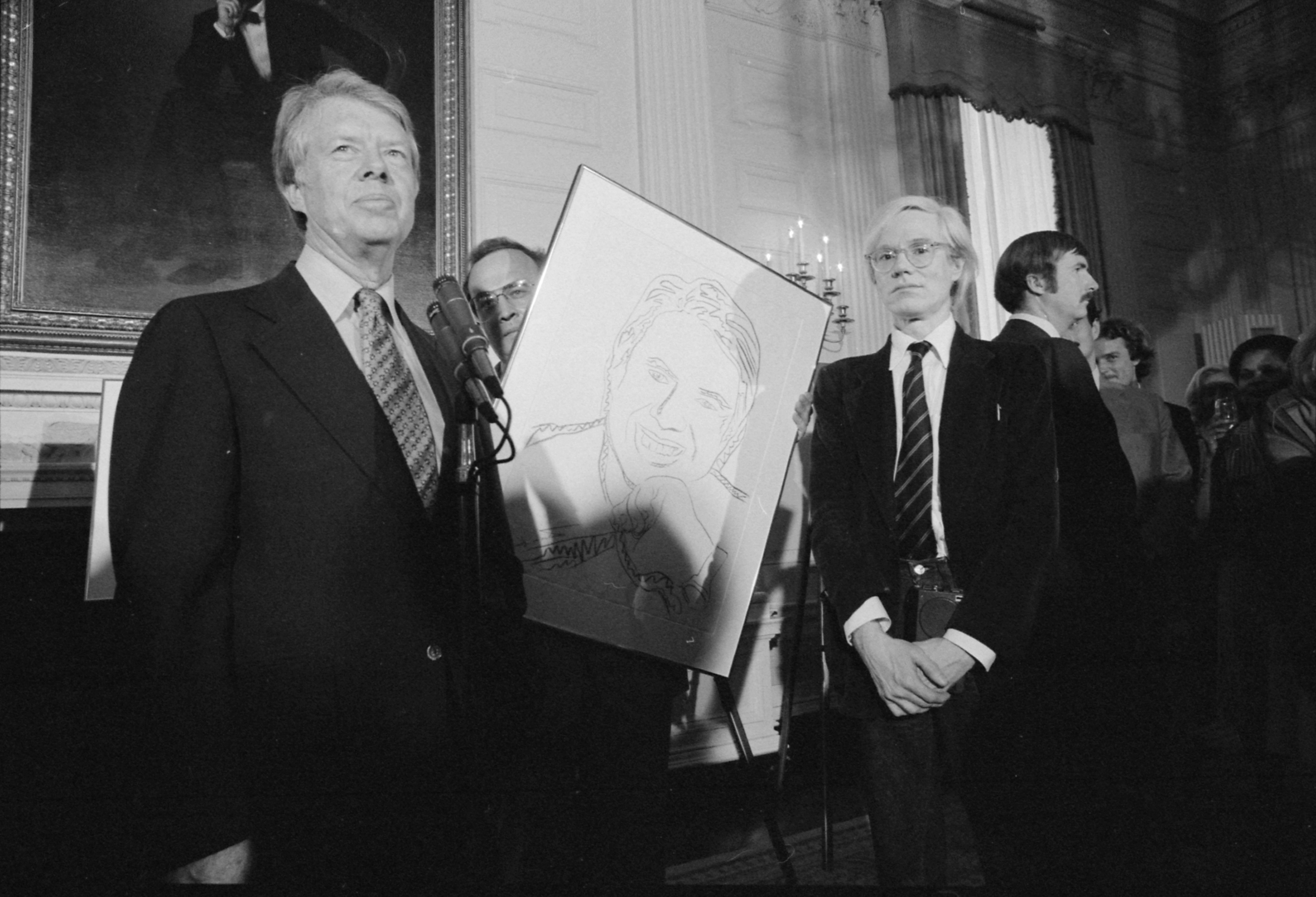
吉米·卡特會見安迪·沃荷（右）

在1974年，沃霍尔开始了他的时光胶囊系列作品：一些硬纸板做的盒子中填满了他日常生活中的常见物品，包括书信、照片、艺术品、衣服、收藏品等等。安迪创作了六百多个这样的盒子，现在那些盒子都成为了他的生活以及他所处的时代的宝贵档案。
在整个70年代，沃霍尔频繁地与名人们社交，包括卡特总统和杜鲁门卡波特，两个人都曾经是他早期作品的重要主题。他开始受到成百份的来自社会名流、音乐家、电影明星的肖像绘制要求。明星肖像成为了他事业重要的一部分，也是他收入的主要来源。他是纽约著名的迪厅54号工作室的社交常客，并且常与时尚设计师霍斯顿、表演家莱莎明奈利和比安卡贾格尔出入。

### 1980年代：最后的辉煌

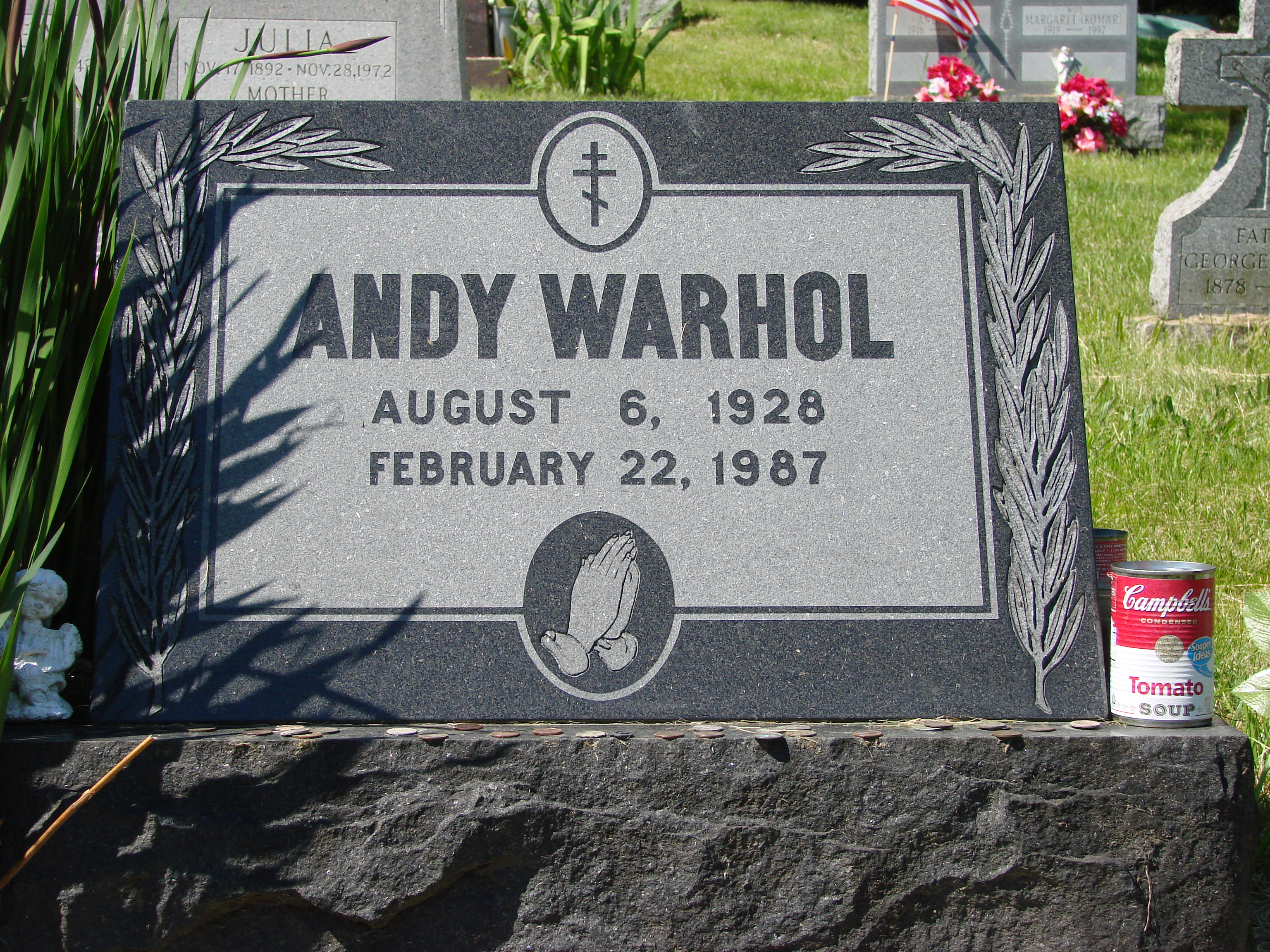
沃霍尔的墓碑

沃霍尔在1984年与年轻艺术家巴斯奎特、弗朗西斯科和凯斯哈宁开始了合作，他重新拿回了画笔、放弃了他从1962年起开始使用的丝网印刷。他统治了纽约80年代艺术市场的“牛市”，除了那些年轻的涂鸦艺术家，他还与一些新表现主义与欧洲超前卫主义运动中的艺术家们合作。这段时间中，沃霍尔创造了迈克尔·杰克森的肖像画，并为他的专辑《战栗》大卖做出了巨大贡献。
80年代中期，他的两档电视节目“安迪沃霍尔的电视”及“安迪沃霍尔的十五分钟”在纽约有线电视和全国音乐电视中播放。他创造了“周六现场秀”、并在“爱之船”中出演，也创作了一系列音乐录影带。沃霍尔也与一些模特公司签约，在一些时尚秀场和大量的平面及电视广告中出现。
沃霍尔是一位多产的艺术家，他创作了大量的艺术作品，在70年代和80年代，他的绘画、印刷品、摄影作品包括：《毛》、《女士们先生们》、《头骨》、《锤子与镰刀》、《影子》、《枪》、《刀》、《十字架》、《美元标志》、《时代精神》、《伪装》等等。他最后两场展览分别是米兰展出的《最后的晚餐》系列画作以及纽约的《绣画》。这两个展览都在1987年1月开始，次月，他便在胆囊炎手术后于匹兹堡去世。

### 私人生活
許多人認為安迪是名無性戀，單單只是一個窺陰癖者（窺視他人性行為或脫衣而獲快感者），但這個傳言已經被其傳記作家Victor Bockris、Bob Colacello（安迪·沃荷的雜誌編輯）及藝術歷史學家Richard Meyer所推翻。問題不在於安迪的性取向為何，而是在於他的性向如何影響他的工作及對藝術世界的定位，這是一門探討藝術家的主要學問；而安迪也在接受專訪與朋友的言談中及其所發行的雜誌（Popism: The Warhol Sixties）做說明。

## 绘画作品
1960年初，沃霍尔成为了一名成功的商业插画家，而他为i.miller鞋子所作的细腻、高雅的绘画更是尤为受欢迎。他的这些作品主要采用“墨迹画法”（版画）绘制，这是他早期艺术作品中最为常用的一种技术。尽管同时期的甚多艺术家都致力于商业艺术，但他们绝大多数都十分小心谨慎，似乎是要掩饰这一点。而对于沃霍尔来说，他作为一名插图师所取得的荣光，似乎已经掩盖了他的本意——成为一名被大众肯定的纯粹艺术家。
沃霍尔的早期绘画作品大都从卡通或者广告中取材，明显的手绘风格，带有水滴的痕迹。这些水滴痕迹模仿自成功的抽象表现主义艺术家（例如威廉·德库宁）。沃霍尔的第一幅波普绘画作品于1961年4月展出，为纽约布朗威·泰勒商店的橱窗展示作背景。在这个舞台上，沃霍尔的作品与贾斯珀·琼斯、詹姆斯·罗森奎斯特与罗伯特·劳什伯格的作品一同大放光彩。最终，沃霍尔将他的图像语言减弱为图标本身——名牌商标、名人、美元标志等——并且消除了自己绘画作品中的一切手绘痕迹。
对于沃霍尔而言，定义他的职业在一定程度上就是定义他的作品主题形式。卡通形式已经被李奇登斯坦利用于他的作品中，活版印刷术被贾斯珀应用等等，而沃霍尔想要寻找一种与众不同的主体形式。这时，他的一位好友建议他画一些他最爱的东西。就是这位开画廊的穆里尔·拉图，帮助沃霍尔想出了汤罐头和美元标志的点子。2009年出版的沃霍尔传记《波普，沃霍尔的天赋》中记载，1961年11年23日，沃霍尔给拉图写了一张50美元的支票，作为她为他想出汤罐头点子的报酬。沃霍尔为他的首个主要展览绘制了他著名的坎贝尔汤罐头，他号称他几乎一生都在午餐时喝这种汤。在苏富比公司在1971年11月17日于纽约举办的拍卖会上，这幅画卖出了1万美元的价钱。对于一位作品销售总价已经超过600万美元的艺术家而言，这已经是一笔小小的零头了。
沃霍尔很喜欢名人，于是他也把他们画进了作品中。通过这些起步，他逐渐发展出了他后期的绘画风格与主题。起初，他一直在研究自己标志化的主题事物，而后来，他把越来越多的精力投于研究属于自己的标志化风格，并且渐渐消除了自己艺术作品中的手绘痕迹。沃霍尔频繁使用丝网版画技术，他的后期绘画作品则可以从幻灯片中找到影子。作为著名的画家，沃霍尔拥有几个助手，在他的指导下，助手们帮助他制作丝网版画的不同版本作品。

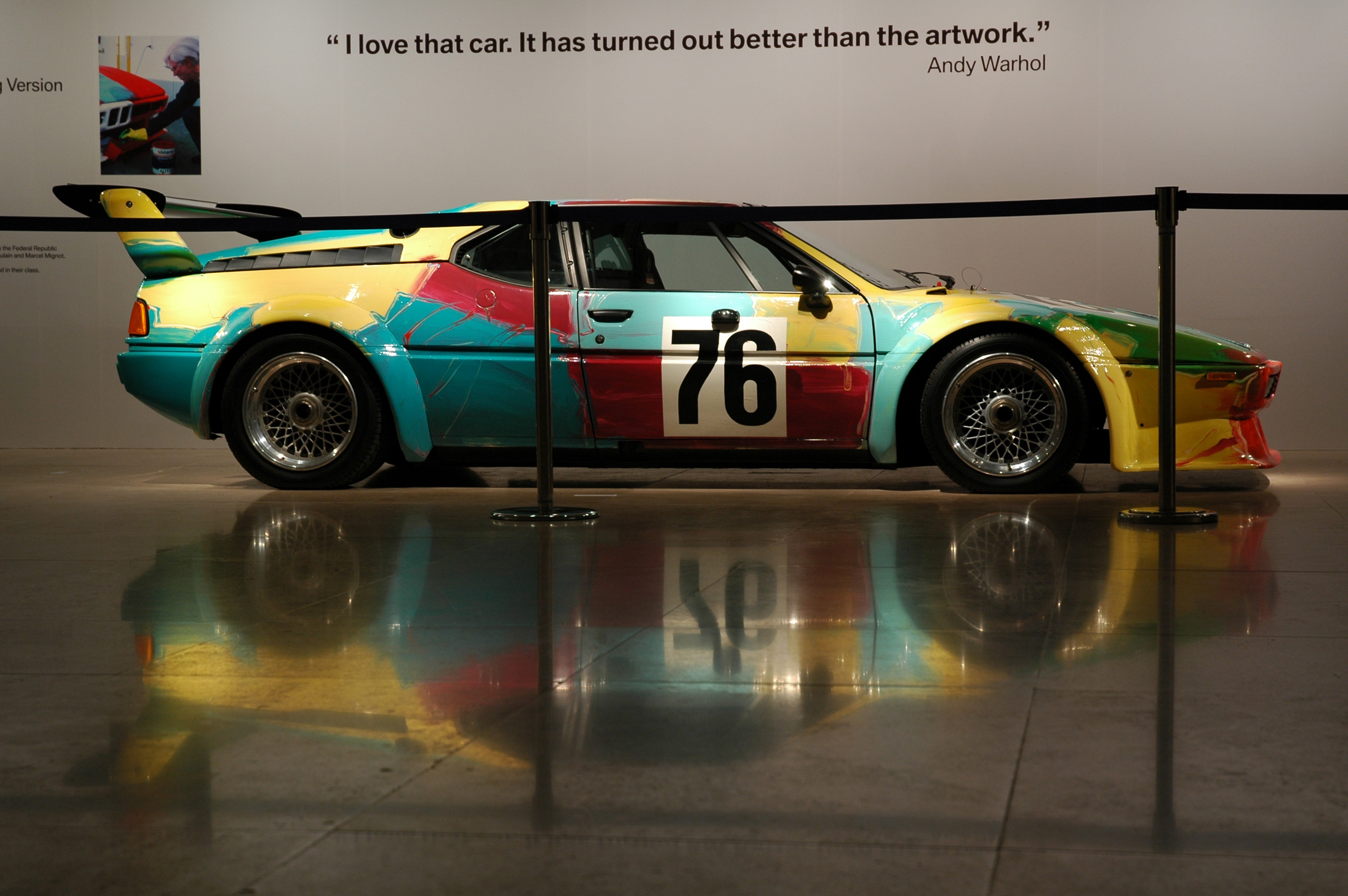
沃霍尔塗裝的M1跑車

1979年，沃霍尔作为第四届受邀艺术家参与BMW艺术项目，被委托涂画超级跑车BMW M1。与之前三位艺术家不同的是，沃霍尔拒绝在汽车模型上绘制，而是选择立刻直接在一辆原大小的跑车实物上进行绘画。据称沃霍尔只花了23分钟就画完了整辆汽车。
沃霍尔的作品既包括卡通漫画也包括严肃作品，他的绘画主题既可以是一个汤罐头，又可以是一把电椅。无论是画名人，日常用品，还是自杀的画面，车祸或是灾难，沃霍尔都使用同一种绘制手法——丝网版画，成系列地重复生产，并且通常使用明快的色彩。例如他在1962～1963年间创作的《死亡与灾难》系列作品，这个系列包括《红色车祸》、《紫色跳楼者》和《橙色灾难》。
沃霍尔作品中统一的元素就是他那巴斯特·基顿式的冷面风格——不论在艺术上还是就他自己而言都是冷漠无情的。这是由沃霍尔自身的行事风格决定的——他在媒体面前总是装聋作哑，拒绝解释自己的作品。你需要知道的关于他和他的作品的一切已经摆在那里了。这位艺术家因为说过这样一句话而出名：“你只需要看着我的绘画、我的电影和我的样子，这就是我。在这些表面之下什么也没藏着。”
在多年从事丝网版画、氧化绘画、摄影等艺术后，沃霍尔再一次拿起了画笔，在1984至1985年间与Jean-Michel Basquiat合作了超过50幅大型作品尽管它们在首次展出后就遭到了批评，但仍被沃霍尔称为杰作，并对他之后的创作产生了影响。。
这些影响可以在他《最后的晚餐》系列作品中看出来。这是他最后一个同时也许是他最庞大的一个系列作品。有些人认为这个系列“也许是沃霍尔最伟大的作品”，但也有人认为它“空洞，对宗教狂热崇拜”并且“毫无生气”。这也是由美国艺术家所创作的规模最为庞大的宗教题材系列作品。
沃霍尔去世时正在为梅赛德斯－奔驰公司绘制“汽车”系列作品。
2013年11月13日安迪·沃荷另一幅畫作《銀色車禍（雙重災難）》周三在紐約舉行的蘇富比拍賣會上，以1億500萬美元（8億1900萬港元）賣出，創下其作品的最高拍賣價紀錄。

## 电影艺术

### 代表作品

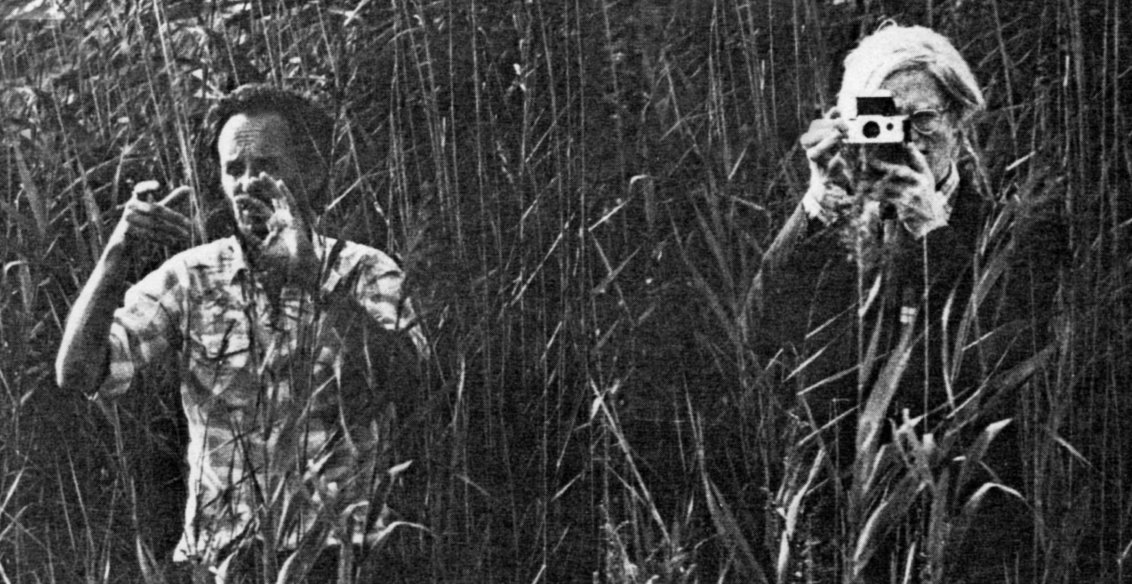
安迪·沃荷（右）和导演尤利·隆美尔在1979年

安迪·沃荷的艺术形式多种多样，如油画、绘画、摄影、雕塑等，除此之外，他还是一个高产的电影制片人。在1963年至1968年间，他拍摄了660多部电影。比较著名的电影有：
- 《口交（英语：Blow Job (1964 film)）》（Blow Job，1963）：拍摄正在接受Hilary口交的MR.，片长35分钟。
- 《睡眠》（Sleep，1963）：拍摄诗人John Giorno的睡眠状态，片长超过六小时。
- 《吻》（Kiss，1963-1964）：本部影片是一系列拍摄于1963年8月到1964年底的短片的合集，在每部短片中，演员的表演皆为接吻三分钟。这部电影的拍摄颠覆美国海斯法案，表达了安迪对这项法令的嘲讽态度。（这条法令禁止演员接吻超过三秒钟。）
- 《帝国大厦》（Empire，1964）：本部影片拍摄纽约帝国大厦从早到晚长达8小时时间内的变化。
- 《吃》（Eat，1964）：本部影片拍摄一个男人吃一个蘑菇的过程，片长45分钟。
- 《蝙蝠侠德库拉》（Batman Dracula，1964）：這部电影是对蝙蝠侠系列的“致敬”，被认为是公然装模作样的蝙蝠侠的首度亮相，沃霍尔也是蝙蝠侠迷。
- 《切尔西女郎（英语：Chelsea Girls）》（The Chelsea Girls，1966）：这部影片是安迪·沃霍尔在长时间前卫艺术片之后第一个商业上的成功。本部影片的名字参考了影片拍摄地点。这部影片拍摄于纽约“雀儿喜酒店”，内容遵循那里很多年轻女孩的生活轨迹。影片呈现于一个分割的屏幕上（split screen），伴随着交替出现的连接到每个屏幕的声轨，以及交替出现的黑白、彩色画面。这样的分割画面形式在当时相当前卫。
- 《我，一个男人》（I, a Man，1967）：本部影片是安迪·沃霍尔第一对于异性恋题材的接触。影片由8个小故事组成，每个小故事都讲述了同一个男人与不同女人的性冒险。
- 《寂寞牛仔》（Lonesome Cowboys，1968）：本部影片由安迪·沃霍尔与保罗·莫利赛联合导演，影片是关于一群同性恋牛仔居住在只有一个女人的西部小镇的故事，从主人公的名字（Julian and Ramona）可以看出，本部影片的剧情大致改编于《罗密欧与朱丽叶》，整部影片也流露出对于传统好莱坞西部片的讽刺。1968年11月，该电影赢得美国旧金山影展的头奖。
- 《蓝色电影》（Blue Movie，1969）：本部影片是安迪·沃霍尔执导的最后一部影片。沃霍尔是这样描述这部电影的：“在1968年10月，我拍摄了一部Viva（安迪御用女演员）与路易斯·瓦登发生性关系的电影，我就叫它‘幹’。”尽管这部影片确实包括性交内容，但影片的主体是由关于越战及各种生活琐事的对话组成的。虽然这部影片一开始在安迪的“工厂”上映，但直到1969年7月31日它才在一个剧场与广大影迷见面。不幸的是，剧场的工作人员由于播放这部影片被捕，胶片被没收，经理被罚250美元。

### 电影艺术的影响
很多看过安迪·沃霍尔电影的影迷和影评者认为他根本不能算得上是个真正意义上的导演，不过也难怪，举着摄像机对着某个物体长达几个小时，比如拍摄一个熟睡的人或者帝国大厦，可不是一个导演该做的工作。但是他对于摄影、电影以及导演的理念实际上已经远远超越了那个年代，甚至领先于当代。他对于静态景物长时间的拍摄其实就是对于平面作品在时间上的延伸，其创作理念其实和玛丽莲梦露头像的是相似的。这样的理念让他将自己的电影作品二次回收，把许多电影的画面抽取出来再制作成网版版画。
直到安迪·沃霍尔开始与楚克·温和保罗·莫利赛的合作之后，他才开始用心地处理声音，他的电影也不再像是前卫的“造型艺术”。从此，他的电影多了一些叙事元素，多了一些幽默感，因而拉近了与观众的距离，虽然题材依旧前卫大胆。

## 其他艺术创作
尽管沃霍尔最盛称于世的是他作于纸上和画布上的作品，但他作为电影制片人、摄影家、日记作者、偶尔还作为雕塑家（至少是物体制造者）、甚至商品设计员，都展现了他不菲的艺术才华。

### 电视节目
安迪·沃霍尔梦想有一个叫做《没什么特别的》的节目，这个节目的特别之处在于他的最爱的主题：什么都没有。他在80年代初期推出有线节目《安迪·沃霍尔在线》，但并未获得很大的成功和利润。他之后又为MTV推出一档节目《安迪·沃霍尔的十五分钟》，其效果也是一般。

### 书籍和印刷品
对于视觉艺术家来说，安迪·沃霍尔創作（或至少出版）许多作品。他写了一本关于自己的哲学的书、1960年代的回忆录、蹩脚的小说及一本从两万页中提炼出约800页的日记。
- 《安迪·沃霍尔的日记》：沃霍尔在世界各地讲述他的日记给帕特·哈克特。从一个费用账户日记，它演变成一个在70年代到80年代间安迪·沃霍尔的每日纪事。他口述每个活动，包括最小的开支，然后雇佣实习生和助手去转述这些总数超过3400条录音带的内容。日记可能是最为真实的。日记里记录了很多流水账，如沃霍尔去了哪些社交聚会，他花了多少钱打车，还包括对他遇见的人的一些尖酸的评价，但是里面也不乏一些发自内心且缜密思考的评论。
- 《波普主义：沃霍尔的60年代》：安迪·沃霍尔在20世纪60年代的故事和围绕着他的工作室的疯狂，给读者一个从内部看待这一年代文化革命的视角。
- 《安迪·沃霍尔的哲学：从A到B，循环往复》：关于沃霍尔对于美、爱、成功和其它的一切的观察，这本书提供进入安迪·沃霍尔世界非常好的窗口。
- 《野莓》：是安迪·沃霍尔和苏西·法兰克福写的一本有趣的食谱。
- 《安迪·沃霍尔系列》：由为视觉艺术而设的安迪·沃霍尔基金的档案汇编而成。

无可否认的是，对于这些作品的“作者”是谁还有争论的余地。《波普主义》署名的是沃霍尔和帕特·哈克特，但是鲍勃·科拉塞罗却声称自己是这个作品的捉刀代笔者，而版权所有者则是安迪·沃霍尔。《曝光》的扉页上写着此书的作者是沃霍尔和“鲍勃·科拉塞罗”，而版权所有者是“沃霍尔”。据维克多·博克里斯说，《从A到B，循环往复》是从沃霍尔和布丽吉德·波克以及帕特·哈克特电话交谈录音里挑选出来的，由帕特转写并由鲍勃·科拉塞罗修订成最终版本的。这本书的版权也完全归安迪·沃霍尔所有。
1969年他创办《訪問》（inter/VIEW，后更名为Interview）杂志，其特色在于其没有中介的、不加任何编辑并以录音形式记录的访谈。《訪問》现在依然运转，肯定算得上是在艺术家所创办的杂志中最长寿的一个。尽管杂志中包含许多沃霍尔创作的材料，但是很难将《訪問》视作一部艺术作品。据说当时他之所以创办这个杂志只是为了获得电影首映的入场券。
由沃霍尔自行出版的书籍包括：
- 《25隻名為山姆的貓和一隻藍色小貓》
- 《爱是一个粉红蛋糕》
- 《寻找丢失的鞋子》
- 《一本金书》
- 《圣猫》
- 《美国》

### 摄影
沃霍尔最初从广告和新闻摄影借来的照片，用于他的电影明星肖像和丝网印刷绘画。后来，很少有人看到没有带相机的他，他开始捕捉富人和名人的面孔。他的照片集和数不清的宝利来，对于他的丝网印刷绘画是特殊的最爱。他的1979年出版的摄影书《曝光》，用睁大的但远非纯洁的双眼观察了这个世界。

### 唱片封面
他曾设计过两张前所未有的最震撼人心的唱片封面。
首先，《地下丝绒与妮可》（1967）显现了一个素白色背景下巨大的黑黄色香蕉。在原版中香蕉的皮被剥开露出了内部的果肉。在封面的右下角署上了一个巨大的安迪·沃霍尔的签名，让人觉得这可能是录制该唱片的艺术家的名字。是的，这个香蕉是一个赤裸裸的、明显的阴茎的象征，但是谁又会把这样一个单调的、卡通的图像当做什么东西的象征呢？音乐家贝克·汉森谈到：“它如此的平淡，说明了一切又一切都没有说明。”
滚石乐队的《湿手指》（1971）所包含的意味很多。封面上是一个穿着牛仔裤的男子鼓起裆部的特写镜头，裤子的拉链是开着的。它显得滑稽、性感甚至让人感到有些震惊，并且有点低级趣味：这正是人们所认为的摇滚乐。

### 雕塑
沃霍尔创造了各种称为雕像物品的作品。其中最著名的雕刻莫过于是他的布里诺盒子，这个是由丝网状的墨水印到像护具一样的木头盒子上的。在这个雕刻的另一部分上还有亨氏番茄酱和凯洛格玉米片。
其他一些著作包括充满了氦气的银云，银色的胶带，和枕头形状的气球。银云在由威洛比·夏普负责的空气艺术上被展览了出来。这些云状物还被一些革新者和舞蹈者梅斯·坎宁安的舞剧《雨林》给改编了。

### 表演艺术
他通过他的混合艺术表演团参与过20世纪60年代的“偶生艺术”。创造了混合艺术表演形式，取名为Exploding Plastic Inevitable，形式中包括现场音乐、舞蹈和电影放映。
沃霍尔和他的朋友们在派对和公众场合筹划了一些很戏剧化的多媒体事件，混合了音乐、电影、投影图，甚至杰德拉·马兰加在S&M的组织中爆裂了搅拌器，1966年不可避免的爆炸性的塑料制品成为了他著作中的高潮。

### 海报
他在1972年乔治·麦戈文的总统竞选上为其设计的海报也取得了成功。很难将沃霍尔视作热衷政治的人，但是这张海报却是一个宣传鼓动的成功之作。它仅仅以沃霍尔风格制作了竞争对手理查德·尼克森的肖像，但这张海报上的尼克森看上去乖戾、粗暴、双下巴，还有一张绿脸，绝对不是你想从他那买辆二手车的人，更不用选其作总统了。图像下方是简单的标题：“投給麦戈文”（VOTE McGOVERN）。

### 表演
沃霍尔出演过其他人的电影，有些是古怪的独立制作的作品，如《可卡因牛仔》或《空白的一代》，但也有一些是主流电影，如《妓女》。

### 墙纸
在卡斯特利画廊的展览上，他在墙上贴满自己设计的母牛的墙纸。

### 总结
沃霍尔在绘画和电影以外的媒介中也工作过。作为一些雕塑品、唱片封面以及政治海报的设计图，他的作品是较严肃的。沃霍尔比人们所设想的更善言辞。他的日记是一部经典。他完善了访谈录音的使用。

## 思想及对世界的影响

### 关于性取向
沃霍尔本人是同性恋者，对同性恋的态度坦诚而自由。在他的艺术生涯中，他创作了大量色情摄影作品以及男性裸体的画作。他的许多著名电影作品也关注了男性同性恋地下文化或者公开探索了性与欲望的复杂性，很多电影的首映是在男性同性恋色情剧院。在Popism一书中，De Antonio将沃霍尔很难被男同性恋艺术家Jasper Johns and Robert Rauschenberg接受的事件解释为“他太过张扬了而使他们不悦”。对此沃霍尔的回应是：“我不能说什么，这一切太真实了。所以我决定我不要去想那么多，因为那些都是我无论如何不想去改变的地方，那些我从未想过会愿意做出改变的地方……其他人可能可以改变他们的态度但那个人不是我。”
沃霍尔在《沃霍尔的哲学》中说“对于那些花上一辈子时间试图成为女孩的男孩，我感到深深着迷，因为他们得付出那么多努力（双倍的时间），才能除去那些泄漏机密的男性特征，并吸取所有的女性特征。我的意思不是说这样做正确，我不是说这是个好主意，我不是说这么做不算是自我挫败并自我摧残，而且我也不是说这不算是一名男性对于自身所能做到最最荒谬的一件事。我所要说的是，这是件极为辛苦的差事。这一点你不能否认。”

### 关于性
沃霍尔将性行为定义为一种填补心灵空白的行为。在《沃霍尔的哲学》一书中沃霍尔说：“最好的爱情是那种“不去想它”的爱情。有些人能够跟人发生性行为而且真的让自己的心灵一片空白，然后用性加以填满；有些人永远无法让自己的心灵一片空白然后用性加以填满，因此当他们在性交当下，他们想着：“这真的是我吗？我真的在做这件事吗？这实在很诡异。五分钟前我不是在做这件事。再过一会，我也不会做这件事。我妈会怎么说？别人怎么会想到要做这件事呢？”因此第一种人——可以让自己的心灵一片空白用性填满然后不去想它的那种人——比较快活。另一种人必须找其他的事来放松，然后沉迷于其间。对我来说，那件其他的事就是幽默。”以及“爱与性可以搭在一起，性与不爱可以搭在一起，而爱与不性也可以搭在一起。但是自爱与自性则不好。” 他同时认为“绮想式性爱远胜于真实的性爱。永远不去做是非常刺激的。最撩人的吸引力来自从未相遇的两极。”
沃霍尔对性解放的关注也是具有前瞻性和透彻性的。性的解放使婚姻变得不再神秘，在电影1968年10月的电影《Fuck》中，沃霍尔表达了他对性解放的看法。拍摄于纽约格林威治村一间公寓，虽然在片中演员Viva和路易斯·瓦登（Louis Waldon）发生真正的性关系，但影片中一大部分的时间，他们都花在讨论越战、做菜和淋浴上。 正如他本人所说：“我一直希望拍一部纯粹关于性交的电影，没有任何其他的东西。就像《吃》就只是吃，《睡》就只是睡一样。所以1968年10月我就拍了一部Viva和路易斯·瓦登性交的电影，我称它为《幹》。”这部电影回归到电影本身的记录性本质，通过冷静的微观行为观察，诠释性解放中虚无与疏淡的意味。

### 名声
沃荷酷爱名聲也很喜歡創造名聲，他認為名聲是一個只要有一絲機會人們都會樂於享用的好东西。他早年就開始向电影明星写信索要签名照片，並且無論在什么情况下都带着照相機和錄音機，他的作品来自於时代的名人，来自它們在媒體下的形象如瑪麗蓮夢露、毛澤東、猫王、馬龍白蘭度等等，使用名人肖像使他的作品更容易出名。这也是了他对于名声的平均化、传递性的具體實踐。他認為名声的分配越平均，世界会越美好。
安迪沃荷同样乐于创造名声，他花大量的时间与自己工作室中的演员们进行交流，演员们也花大量的心思取悦沃霍尔，因为他可以决定谁能成为他电影中的下一个明星。于此同时，他为名人画的肖像捕捉了他们的某些特质，大量的复制使人们容易捕捉这些特质，这些画中人更加出名，人们也更容易将明星的形象概念化。某种程度上看，沃霍尔是将影视明星符号化、概念化以及商品化的推动者。

### 平等
安迪沃荷的民主与平等思想是彻底的，他与社会最上层的人社交，也与社会最底层的人来往。正如他所描绘的：“这个国家的伟大之处在于，在美国开始了一个传统，在那里最有钱的人与最穷的人享受着基本相同的东西。你可以看电视喝可口可乐，你知道总统也喝可口可乐，丽斯·泰勒喝可乐，你想你也可以喝可乐。可乐就是可乐，没有更好更贵的可乐，你喝的与街角的叫花子喝的一样，所有的可口可乐都一样好。”
他的艺术作品也呈现出同样的“可口可乐”姿态：无论是富人还是穷人都能从那鲜明的色彩和明确的构图中获得快乐。艺术品是让人想看且需要看的物品，而他采用丝网印刷技术保证了这些艺术品的大量可重复性、以及价格的低廉性。换句话说，他认为可复制的商品品是在工业时代对自由与平等的最好馈赠。
将高雅藝術與通俗藝術無界化是沃荷艺术中對後世影響最深遠的部分。他試圖将平常物品搬上最高藝術殿堂，如他的汤罐系列，同时他又努力從中尋找變化和乐趣。他将最反映时代精神的物品以直接的方式呈现给大家，所有人都能看懂，而不同的人又会它们产生不同的理解。

### 重复性
安迪沃霍尔的艺术中强调重复性，这也许源于他在天主教会中所做的不断的祈祷。他的画作中颜色与构图不断变换，造型却从未改变的明星获得了重点的重复，如梦露的红唇、猫王的臀部及毛泽东的脸部轮廓。沃霍尔认为重复可以让人发现新的乐趣，当无趣的主题被不断重复，美感应运而生。我们可以从地下丝绒乐队的音乐中看出这一点。沃霍尔在1966-1967年成为这一乐队的经纪人，他们音乐中不断重复的简单和弦、歌词无疑受到了沃霍尔商业艺术思想的熏陶。
重复性是工业生产的特质，也是工业美的体现。在沃霍尔的作品中，我们看到了重复所能产生的韵律美。不仅如此，他作品中的色彩与构图使得它们得以在重复中富于变化，这对于之后的工业产品艺术化有深远的影响。

### 商业性
沃荷以商業廣告藝術家出名，然而在商业上的成功起初并不被艺术评论家们看好，他们批判沃荷僅僅是一个“商業藝術家”，指责他的肖像作品中展现的明星流于表象、缺乏深度。他在《沃荷的哲學》中也说“赚钱是一种藝術、工作也是一种艺术、最赚钱的买卖是最佳的艺术。”而一些有远见的艺术评论家则认为沃霍尔的肤浅和商业性是“时代最伟大的镜子”，认为沃霍尔抓住了70年代美国文化中不可抗拒的时代精神。在今天我们越来越多地看到艺术作品中的商业痕迹，如绘画作品的，也看到商业中的艺术痕迹，如电影般的广告。
商业、消费主义直至今天都仍是美国社会的主流观点，甚至有愈演愈烈的趋势。沃霍尔将商业与艺术相结合的方式是简单而直接的：丝网印刷带来的粗糙质感、重复的画面、没有内容只有形式的电影画面都表现出一种旁观的、冷淡的嘲讽态度，令我们得以冷静地思考时代的冷漠、空虚与个性的失去。

### 媒体
安迪·沃霍尔几乎尝试运用所有可能的媒体进行创作表达他的思想：绘画、丝网印刷、照片、音乐、电影、电视、电台广播、书籍、报纸。多种媒体的使用表现了他对媒体在20世纪中后期对艺术创作的影响的预见性。媒体成就了他的名声，他也给媒体们提供更多可以报道的素材。
在另一方面，沃霍尔本人对于媒体持有鲜明的嘲讽态度，他认为媒体正在决定着我们对事件的判断，采访中记者只是为了获得已经预先想好的说辞。在沃霍尔的哲学中他说：“我发现几乎所有的访问都是预设好的。他们和你连话都没说过，就知道他们要写什么，也知道他们对你的看法，因此他们不过是到处找些字眼与细节来印证他们早就决定要说的话。”

## 延伸阅读
- The Philosophy of Andy Warhol:From A to B and back again
- ANDY WARHOL A Beginner's Guide----Geoff Nicholson[UK]
- Vanity Fair, November 2001, p.216
- The Life and Death of Andy Warhol, p.390----Bockris
- Smith, Patrick S (1986). Andy Warhol's Art and Films. UMI Research Press. p.98. ISBN 978-0-8357-1733-5.
- "The Soup Cans – Andy Warhol". Warholstars.org. Retrieved August 14, 2010.
- "Auction Results: Andy Warhol's Campbell's Soup Can". Louise Blouin Media. Retrieved          January 5, 2009.[dead link]
- 7Colacello, Bob (1990), p.28
- "Andy Warhol (Getty Museum)". Getty.edu. Retrieved August 14, 2010.
- Colacello, Bob (1990). Holy terror: Andy Warhol close up. London: HarperCollins. p. 343. ISBN 978-0-06-016419-5. OCLC 21196706.
- Chiappini, Rudi (ed.) Jean-Michel Basquiat. Museo d'Arte Moderna /Skira, 2005.
- Fairbrother, Trevor. "Double Feature—Collaborative Paintings, Andy Warhol, Jean-Michel Basquiat," Art in America, September 1969.
- Fretz, Eric. Jean-Michel Basquiat: A Biography. Greenwood Press, 2010. ISBN 978-0-313-38056-3.
- a b Dillenberger, Jane (2001). The Religious Art of Andy Warhol. London: Continuum. pp. 10–11. ISBN 978-0-8264-1334-5. OCLC 59540326.
- Kennedy, Maev (September 1, 2001). "Warhol: Cars". The Guardian (London). Retrieved April 24, 2010.

## 外部連結
- （页面存档备份，存于） on UbuWeb
- Warhol Foundation in New York City
- Time Capsules: the Andy Warhol collection
- . New York City: Museum of Modern Art. 2007  [2009-01-23]. （原始内容存档于2009-01-22）.
- Warholstars: Andy Warhol Films, Art and Superstars
- Pop Art Masters - Andy Warhol （页面存档备份，存于）
- Art Directors Club biography, portrait and images of work （页面存档备份，存于）
- Bauman, Joe; Angelyn Hutchinson. . KUTV. 2007-12-17  [2009-01-23]. []
- Berens, Stephen. . X-TRA (Los Angeles: Project X Foundation for Art and Criticism). Fall 2002, 5 (1)  [2009-01-23]. （原始内容存档于2011-07-21）.
- "Warhol, Soup Cans, Cowboys" (Studio 360 radio program, December 10, 2005)
- exhibition of 10 statues of liberty in Gallerie Lavignes bastille, Paris 1986
- The Andy Warhol Museum of Modern Art - city of origin （页面存档备份，存于）
- 安迪·沃荷在互联网电影资料库（IMDb）上的資料（英文）
- Andy Warhol makes a digital painting of Debbie Harry at the Commodore Amiga product launch press conference in 1985. （页面存档备份，存于）